# Rye (Nova Iorque)
Rye é uma cidade localizada no Condado de Westchester, em Nova Iorque, nos Estados Unidos. A cidade, anteriormente denominada Vila de Rye, fazia parte do município de Rye até receber sua carta patente como cidade em 1942, o que a tornou a cidade mais jovem do estado.
Rye é notável por sua orla marítima, que cobre 60% das seis milhas quadradas da cidade e é regida por uma lei de orla marítima instituída em 1991. Na cidade, há dois marcos históricos nacionais: o distrito histórico da Boston Post Road foi designado como marco histórico nacional pelo Serviço de Parques Nacionais em 1993 e é o único distrito de marco histórico nacional em todo o condado de Westchester; sua peça central é a Jay Estate, a casa de infância e o local de descanso final de John Jay, um dos fundadores e o primeiro presidente da Suprema Corte dos Estados Unidos.

## História
Rye já foi parte do Condado de Fairfield, Connecticut, pertencente ao Sachem Ponus, do Ponus Wekuwuhm, Paróquia de Canaã, e provavelmente recebeu o nome desse chefe, “Peningoe Neck”.
A cidade foi fundada em 1660 por três homens: Thomas Studwell, Peter Disbrow e John Coe. Entre os proprietários de terras posteriores estavam John Budd e família.
Durante o século XIX e início do século XX, foi um refúgio para os moradores de classe alta de Manhattan que viajavam de ônibus ou barco para fugir do calor da cidade. Sua localização e inúmeras praias também atraíam visitantes com recursos mais moderados, que procuravam estadias curtas em chalés e hotéis à beira-mar.
Possui um extraordinário inventário de edifícios com distinção arquitetônica que ajudam a articular visualmente bairros e distritos específicos.

## Geografia
De acordo com o Departamento do Censo dos Estados Unidos, a cidade apresenta uma área total de 52 km2, dos quais 15 km2 são compostos por terra e 37 km2 por água.
Rye está situada na parte leste do centro do Condado de Westchester, no Estuário de Long Island. A fronteira oeste da cidade é geralmente paralela ao Beaver Swamp Brook, enquanto a fronteira leste é formada pelo Milton Harbor e o estuário.

## Demografia
De acordo com o Censo dos Estados Unidos de 2020, havia 16.592 pessoas vivendo na cidade. Isso representa aproximadamente 5491 residências. 74,8% têm diploma universitário. 15,5% tinham mais de 65 anos e 51,7% eram mulheres. 88,2% se identificaram apenas como brancos. 1,3% se identificaram apenas como negros ou afro-americanos. 6,7% se identificaram como hispânicos ou latinos. 5,6% se identificaram apenas como asiáticos.

## Marcos históricos
O Boston Post Road Historic District inclui 5 parcelas historicamente significativas; grande parte da terra era originalmente a casa ancestral do fundador americano John Jay. Foi onde ele cresceu e onde está enterrado.
- Jay Estate - Parque de 9,30 hectares com jardins operados pelo Jay Heritage Center.[8][9] A Jay Mansion é a estrutura mais antiga do National Historic Landmark (NHL) no estado com um sistema de bomba geotérmica de aquecimento e resfriamento e a primeira no condado de Westchester a ter esse sistema de eficiência energética. Também está listada na Trilha do Patrimônio Afro-Americano do Condado de Westchester.

- Lounsbury (1836-38)

- Marshlands Conservancy (remonta à época dos povos indígenas; parte da Jay Estate original - dividida em 1966)

- Whitby Castle (Rye Golf Club) (1852-54)

- Cemitério de Jay (1805)